# 10 de agosto
10 de agosto é o 222.º dia do ano no calendário gregoriano (223.º em anos bissextos). Faltam 143 dias para acabar o ano.

## Eventos históricos

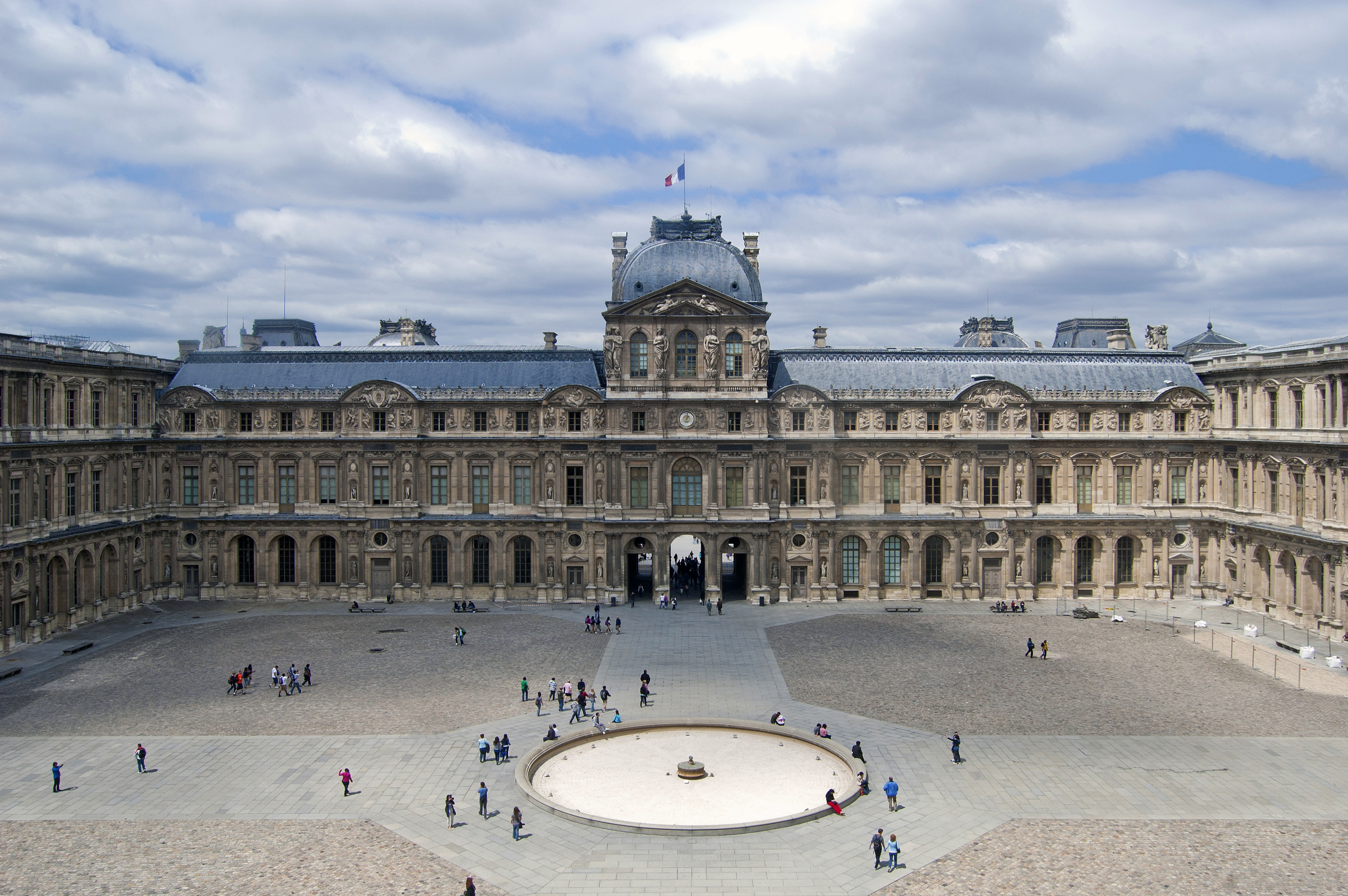
1793: Inauguração do Museu do Louvre

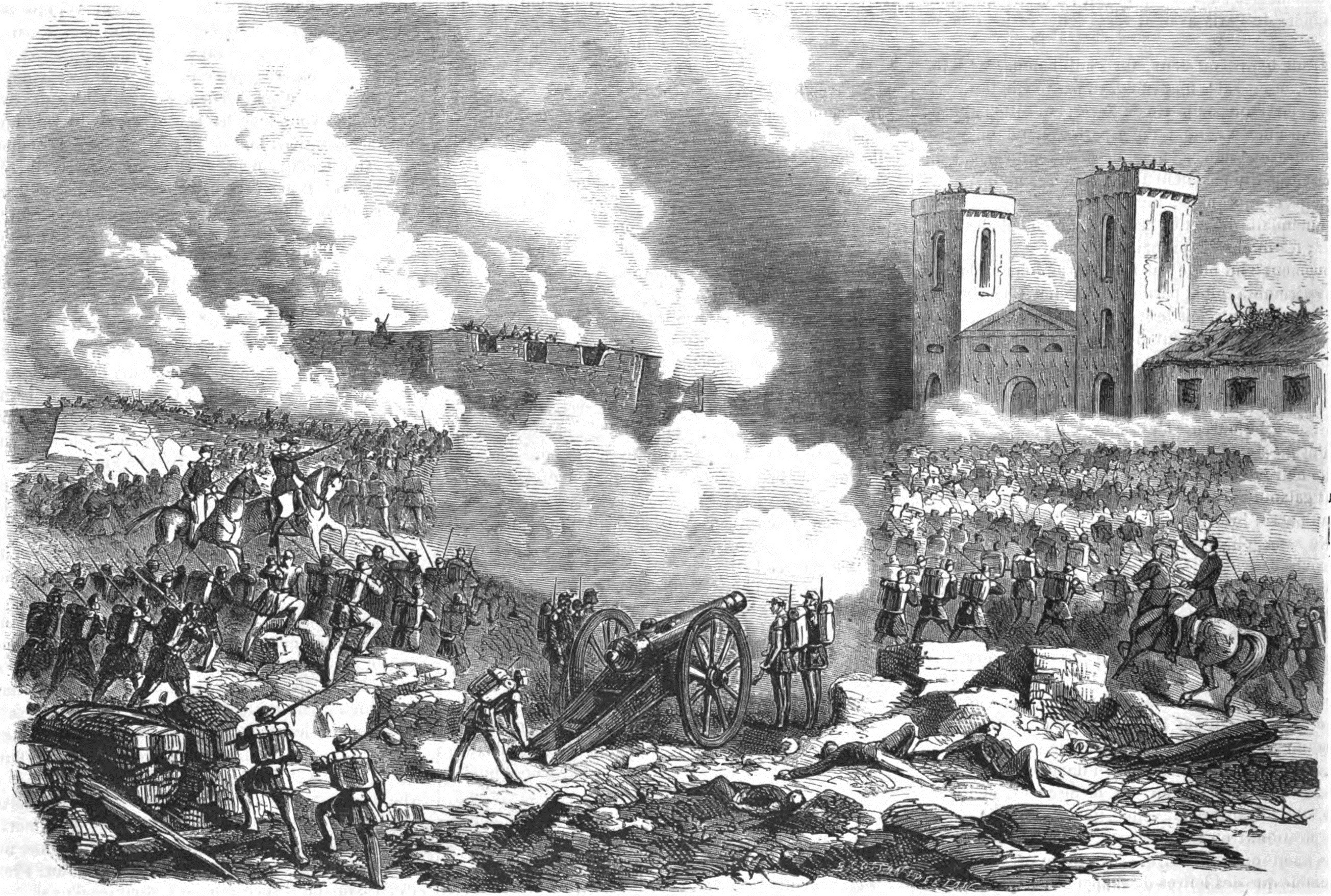
1864: Início da Guerra do Uruguai

- 0654 — Papa Eugênio I eleito para suceder Martinho I.
- 0955 — Batalha de Lechfeld: Otão I, Sacro Imperador Romano-Germânico derrota os magiares, encerrando 50 anos de invasão magiar no Ocidente.
- 0991  — Batalha de Maldon: os ingleses, liderados por Byrhtnoth de Essex, são derrotados por um bando de vikings que atacavam o interior perto de Maldon, Essex.
- 1030 — A Batalha de Azaz termina com uma humilhante retirada do imperador bizantino, Romano III Argiro, contra os governantes mirdasidas de Alepo.
- 1270 — Yekuno Amlak assume o trono imperial da Etiópia, restaurando a dinastia salomônica ao poder após um interregno de 100 anos no Reino Zagué.
- 1316 — A Segunda Batalha de Athenry ocorre perto de Athenry durante a campanha de Bruce na Irlanda.[1]
- 1346 — Jaume Ferrer parte de Maiorca para o "Rio do Ouro", o rio Senegal.[2]
- 1500 — Após ter dobrado o cabo da Boa Esperança, Diogo Dias descobre uma ilha que deu o nome de São Lourenço, mais tarde designada Madagáscar.
- 1512 — A Batalha naval de Saint-Mathieu, durante a Guerra da Liga de Cambrai, vê a destruição simultânea do navio bretão La Cordelière e do navio inglês The Regent.[3]
- 1519 — Cinco navios de Fernão de Magalhães partem de Sevilha para circum-navegar o globo. O segundo comandante basco Juan Sebastián Elcano completará a expedição depois da morte de Magalhães nas Filipinas.
- 1557 — Batalha de St. Quentin: vitória espanhola sobre os franceses na Guerra Italiana de 1551–59.
- 1585 — Tratado de Nonsuch assinado por Elizabeth I da Inglaterra e os rebeldes holandeses.
- 1591 — Criada a paróquia de Nossa Senhora da Assunção de São Paulo, que se transformaria na atual Catedral Metropolitana de São Paulo. Os restos mortais do cacique Tibiriçá e dos padres jesuítas Manuel da Nóbrega e José de Anchieta estão na cripta da catedral.
- 1628 — O navio de guerra sueco Vasa afunda no porto de Estocolmo após apenas 20 minutos de sua viagem inaugural.
- 1641 — É assinado o Tratado de Londres entre a Inglaterra e a Escócia, encerrando as Guerras Episcopais.
- 1653 — Novo embate entre as frotas na Batalha de Scheveningen que seria a última batalha da Primeira Guerra Anglo-Holandesa.
- 1675 — Lançada a pedra fundamental do Observatório Real de Greenwich, em Londres, Inglaterra.
- 1741 — O rei Marthanda Varma de Travancor derrota a Companhia Holandesa das Índias Orientais na Batalha de Colachel, trazendo efetivamente o fim do domínio colonial holandês na Índia.
- 1792 — Revolução Francesa: Tomada do Palácio das Tulherias: Luís XVI da França é preso e levado sob custódia enquanto seus guardas suíços são massacrados pela turba parisiense.
- 1793 — O Museu do Louvre é inaugurado oficialmente em Paris, França.
- 1846 — Elias Howe patenteia a máquina de costura.
- 1861 — Guerra Civil dos Estados Unidos: Batalha de Wilson's Creek: uma força mista da Confederação, da Guarda do estado de Missouri e das tropas do estado de Arkansas derrotam em número as forças lealistas da União que atacam a parte sudoeste do estado.
- 1864 — Depois que o Partido Blanco, do Uruguai, recusa as exigências do Brasil, José Antônio Saraiva anuncia que as forças armadas brasileiras começarão as represálias, dando início à Guerra do Uruguai.
- 1897 — O químico alemão Felix Hoffmann descobre uma maneira melhorada de sintetizar o ácido acetilsalicílico (aspirina).
- 1904 — Guerra Russo-Japonesa: ocorre a Batalha do Mar Amarelo entre as frotas de navios de guerra russos e japoneses.
- 1905 — Guerra Russo-Japonesa: começam as negociações de paz em Portsmouth, New Hampshire.
- 1913 — A Segunda Guerra Balcânica termina com a assinatura do Tratado de Bucareste, entre Grécia, Sérvia, Montenegro e Romênia.
- 1914 — A França declara guerra ao Império Austro-Húngaro.
- 1920 — Primeira Guerra Mundial: os representantes do sultão otomano Maomé VI assinam o Tratado de Sèvres que divide o Império Otomano entre os Aliados.
- 1937 — Guerra Civil Espanhola: o Conselho Regional de Defesa de Aragão é dissolvido pela Segunda República Espanhola.
- 1944
  - Segunda Guerra Mundial: a Batalha de Guam chega a um fim efetivo.
  - Segunda Guerra Mundial: a Batalha de Narva termina com uma vitória defensiva alemã.
- 1953 — Primeira Guerra da Indochina: a União Francesa retira suas forças da Operação Camargue contra o Việt Minh, na região central do Vietnã.
- 1954 — Em Massena, estado de Nova Iorque, é realizada a cerimônia de inauguração do Canal de São Lourenço.
- 1961 — Guerra do Vietnã: o Exército dos EUA inicia a Operação Ranch Hand, pulverizando cerca de 20 milhões de galões norte-americanos (76 000 m3) de desfolhantes e herbicidas nas áreas rurais do Vietnã do Sul em uma tentativa de privar os vietcongues de comida e cobertura vegetal.[4]
- 1969 — Um dia depois de assassinar Sharon Tate e quatro outros, membros do culto de Charles Manson matam Leno e Rosemary LaBianca.
- 1990 — A sonda espacial da NASA Magalhães chega a Vênus.
- 1994 — É lançado o satélite brasileiro BrasilSat B1.
- 1995 — Atentado de Oklahoma City: Timothy McVeigh e Terry Nichols são indiciados pelo atentado. Michael Fortier se declara culpado em uma delação premiada por seu testemunho.
- 1998 — O Príncipe Al-Muhtadee Billah é proclamado príncipe herdeiro de Brunei.
- 2001 — Ocorre o ataque a comboio de Angola, causando 252 mortes.
- 2003 — Onda de calor de 2003 na Europa: a temperatura mais alta já registrada no Reino Unido, 38,5 °C em Kent, Inglaterra.
- 2014 — Quarenta pessoas morrem quando o voo Sepahan Airlines 5915 cai no Aeroporto Internacional de Mehrabad, em Teerã.
- 2018 — Um Bombardier Q400 da Horizon Air cai na ilha Ketron, Washington, depois de ter sido roubado por um mecânico. Os caças F-15 da Guarda Nacional do Oregon interceptaram o avião, mas o piloto deliberadamente caiu antes que eles pudessem derrubá-lo.
- 2019
  - Pelo menos 75 pessoas morrem e mais de 50 ficam feridas em uma explosão de caminhão-tanque em Morogoro, na Tanzânia.
  - Tufão Lekima afeta Filipinas, ilhas Ryūkyū, Taiwan e leste da China, matando pelo menos 80 pessoas.[5]

## Nascimentos

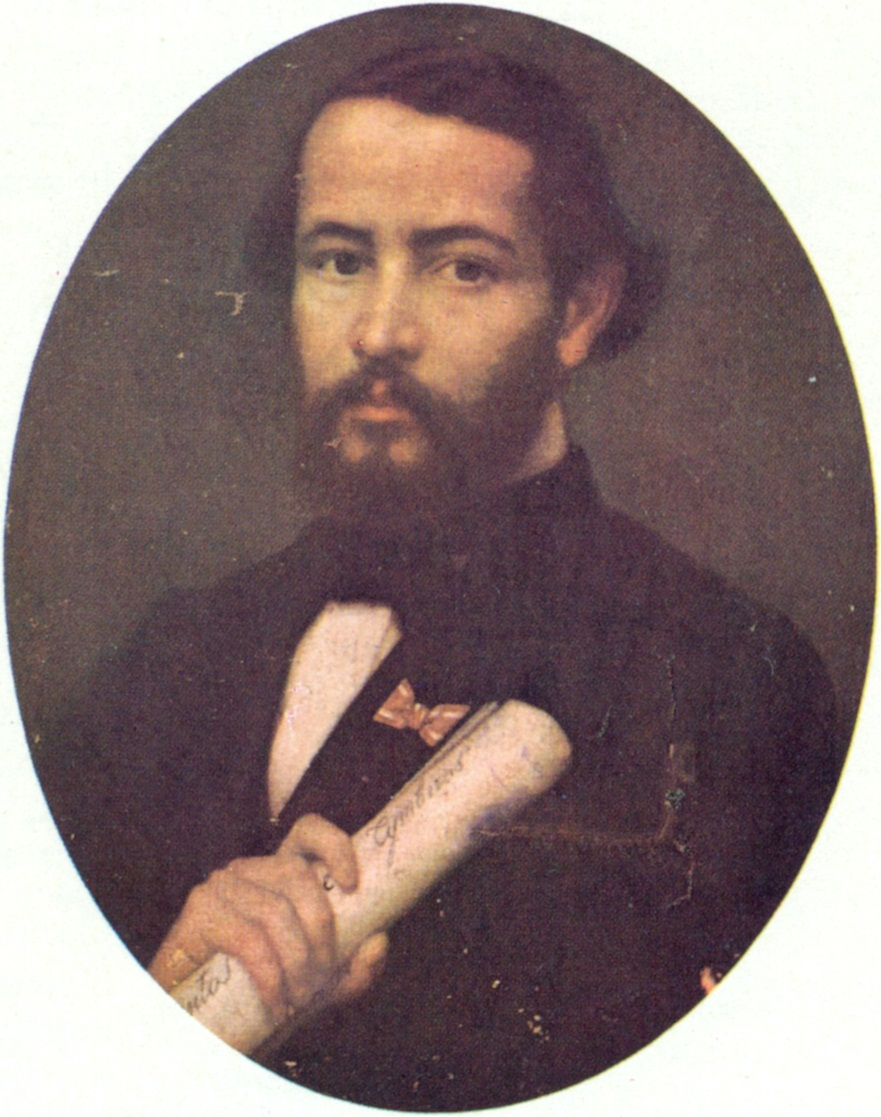
Gonçalves Dias

Jorge Amado

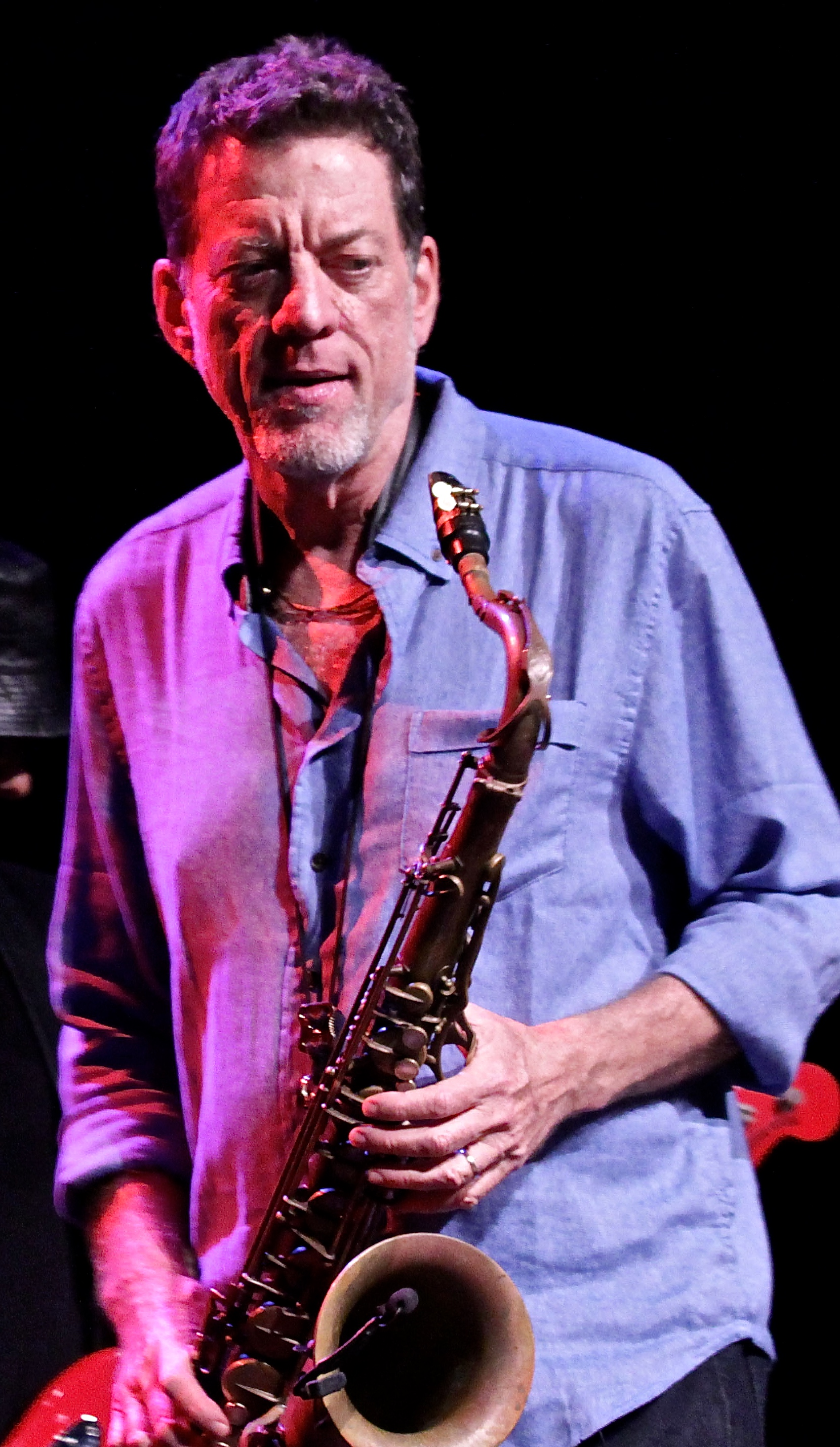
Léo Gandelman

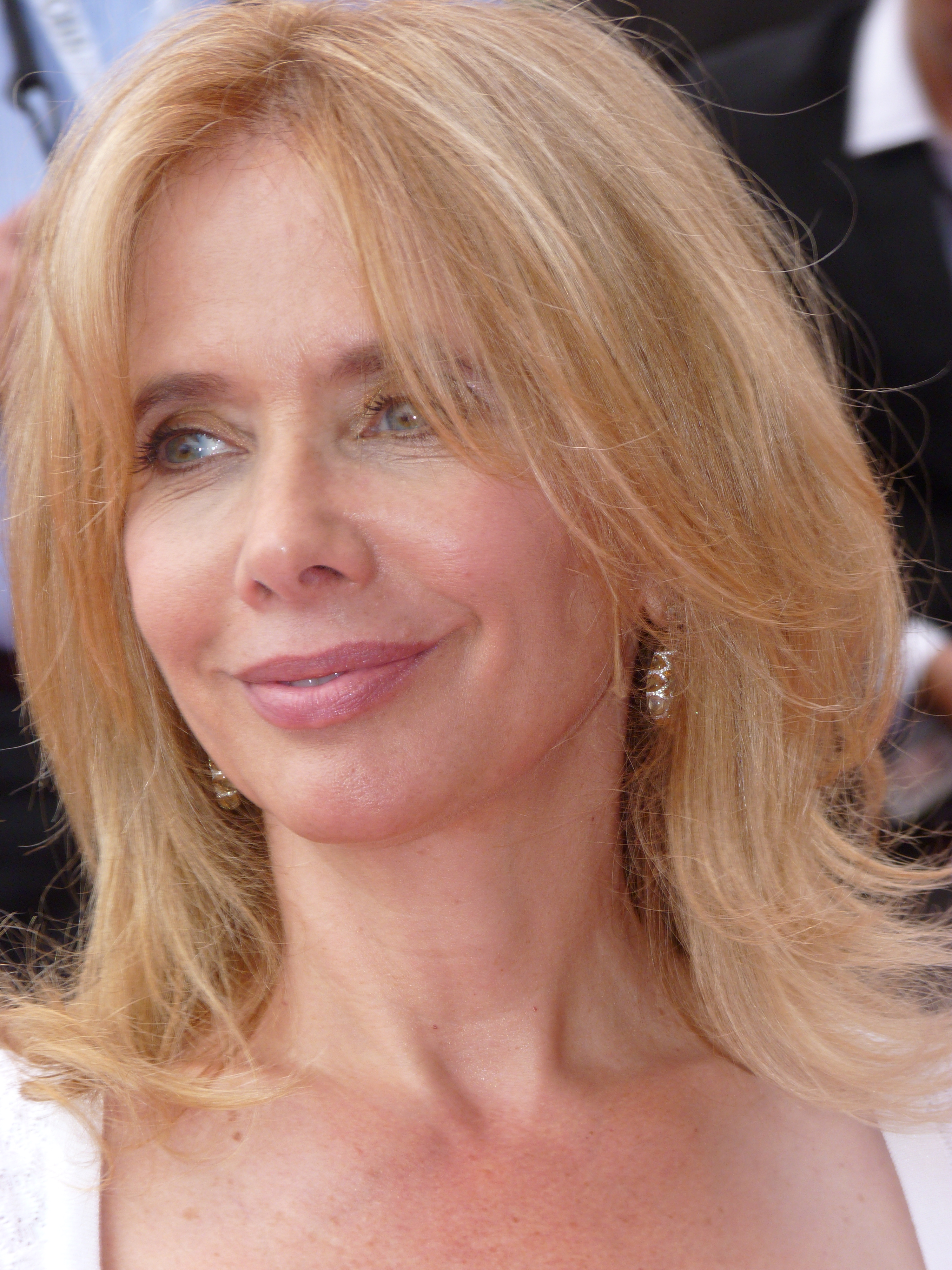
Rosanna Arquette

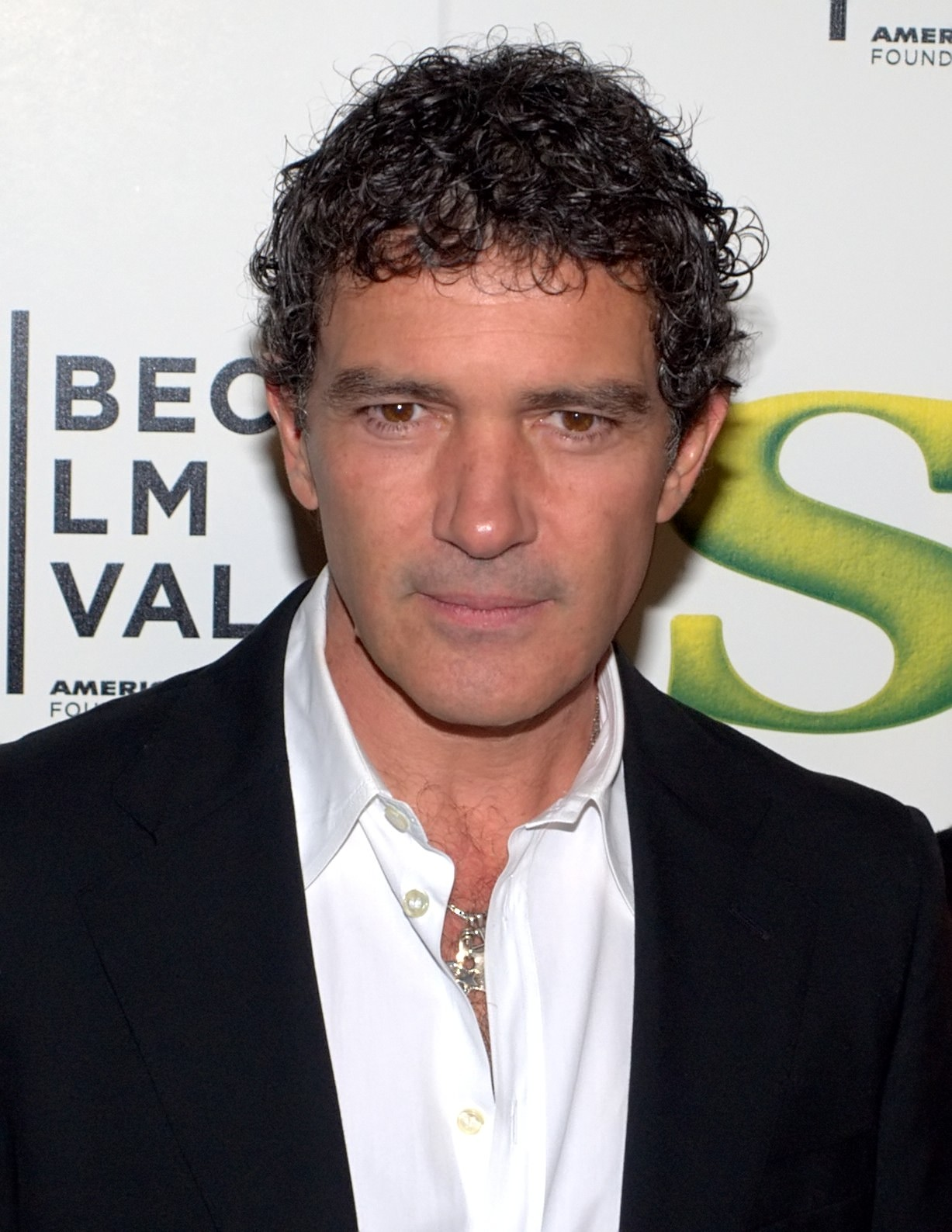
Antonio Banderas

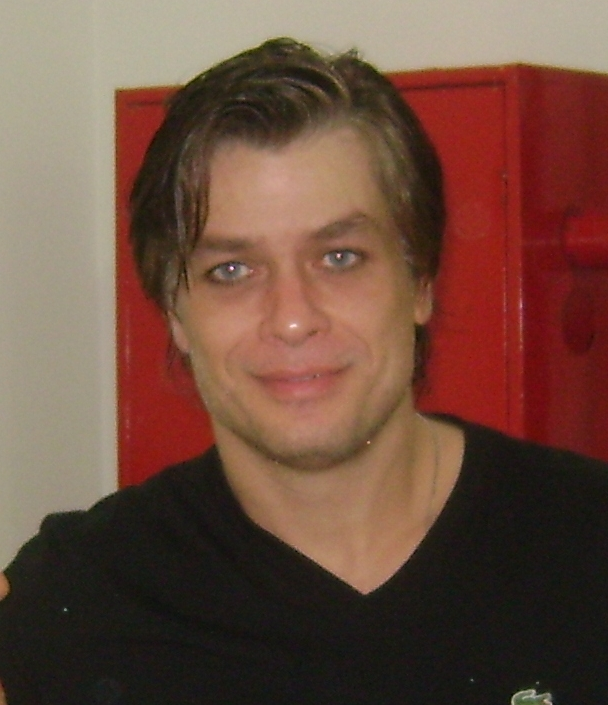
Fábio Assunção

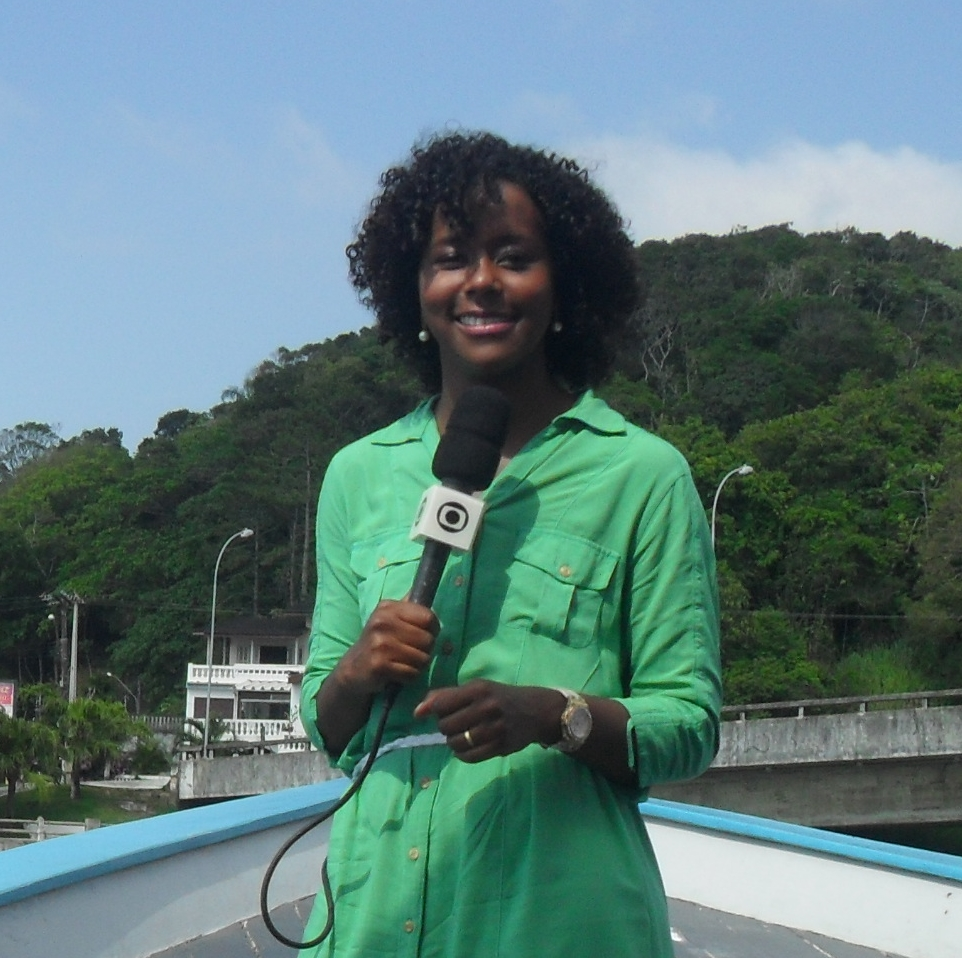
Maria Júlia Coutinho

### Anteriores ao século XIX
- 0787 — Albuxar de Bactro, astrônomo e matemático persa (m. 886).
- 1296 — João da Boêmia (m. 1346).
- 1360 — Francesco Zabarella, cardeal italiano (m. 1417).

- 1377 — Afonso I, Duque de Bragança (m. 1461).
- 1397 — Alberto II da Germânia (m. 1439).
- 1439 — Ana de Iorque, Duquesa de Exeter (m. 1476).

- 1466 — Francisco II Gonzaga, marquês de Mântua (m. 1519).

- 1520 — Madalena de Valois, rainha consorte da Escócia (m. 1537).
- 1528 — Érico II, Duque de Brunsvique-Luneburgo (m. 1584).

- 1556 — Philipp Nicolai, pastor luterano e compositor alemão (m. 1608).
- 1644 — Eusebio Francisco Kino, missionário jesuíta e explorador italiano (m. 1711).
- 1673 — Johann Conrad Dippel, alquimista e médico alemão (m. 1734).
- 1709 — Johann Georg Gmelin, botânico e químico alemão (m. 1755).
- 1740 — Samuel Arnold, músico e compositor britânico (m. 1802).
- 1755 — William Paterson, botânico britânico (m. 1810).
- 1780 — Fèlix Amat de Palou i Pont, escritor e filósofo espanhol (m. 1824).
- 1782 — Vicente Guerrero, independentista mexicano (m. 1831).

### Século XIX
- 1801 — Christian Hermann Weisse, filósofo protestante alemão (m. 1866).
- 1806 — José Inácio de Brito, militar luso-indiano (m. 1896).
- 1809
  - Christian Friedrich Lessing, médico e botânico alemão (m. 1862).
  - John Kirk Townsend, ornitólogo e naturalista estadunidense (m. 1851).
- 1810
  - Conde de Cavour, estadista piemontês (m. 1861).
  - Lorenzo Batlle, militar e político uruguaio (m. 1887).
- 1813 — Archibald Smith, matemático britânico (m. 1872).
- 1814 — Henry Nestlé, industrial suíço (m. 1890).
- 1823
  - Gonçalves Dias, escritor e poeta brasileiro (m. 1864).
  - Achille Costa, entomólogo italiano (m. 1899).
- 1840 — Manuel Artur de Holanda Cavalcanti de Albuquerque, político brasileiro (m. 1914).
- 1852 — Francisco Nicolau Baruel, farmacêutico e político brasileiro (m. 1928).
- 1858 — Abdon Felinto Milanês, músico e compositor brasileiro (m. 1927).
- 1860 — Emídio Lino da Silva Júnior, engenheiro militar e político português (m. 1936).
- 1861 — Amroth Wright, bacteriologista e imunologista britânico (m. 1947).
- 1869 — Isabel de Mecklemburgo-Schwerin, Grã-duquesa de Oldemburgo (m. 1955).
- 1873 — Conrad Magnusson, atleta norueguês (m. 1924).
- 1874
  - Herbert Hoover, político estadunidense (m. 1964).
  - Antanas Smetona, político lituano (m. 1944).
- 1877
  - Frank Marshall, enxadrista estadunidense (m. 1944).
  - Rudolf Hilferding, economista austríaco (m. 1941).
- 1878 — Alfred Döblin, médico e literato alemão (m. 1957).
- 1884 — Robert Wichard Pohl, físico alemão (m. 1976).
- 1886 — Horace H. Fuller, general estadunidense (m. 1966).
- 1887 — Sam Warner, cineasta estadunidense (m. 1927).
- 1894
  - Alan Crosland, cineasta estadunidense (m. 1936).
  - Varahagiri Venkata Giri, político indiano (m. 1980).
- 1897 — Repórter X, jornalista e poeta português (m. 1935).
- 1898 — Jack Haley, ator estadunidense (m. 1979).
- 1899
  - Flávio de Carvalho, arquiteto e artista brasileiro (m. 1973).
  - Charles Darrow, inventor estadunidense (m. 1967).
  - Dário Délio Cardoso, político brasileiro (m. 1987).
- 1900
  - René Crevel, poeta francês (m. 1935).
  - Gustavo Capanema, político brasileiro (m. 1985).

### Século XX

#### 1901–1950
- 1901
  - Sérgio Frusoni, poeta cabo-verdiano (m. 1975).
  - Franco Rasetti, físico italiano (m. 2001).
  - Hugo Gunckel Luer, botânico e naturalista chileno (m. 1997).
- 1902
  - Norma Shearer, atriz canadense (m. 1983).
  - Arne Tiselius, químico sueco (m. 1971).
- 1904 — Tancredo da Silva Pinto, umbandista brasileiro (m. 1979).
- 1905 — Evandro Chagas, médico brasileiro (m. 1940).
- 1907 — Corisco, cangaceiro brasileiro (m. 1940).
- 1908
  - Paulo Rolim Loureiro, bispo brasileiro (m. 1975).
  - Lauri Lehtinen, corredor finlandês (m. 1973).
- 1909
  - Leo Fender, construtor de guitarras estadunidense (m. 1991).
  - Mohammed V de Marrocos (m. 1961).
- 1910
  - Guy Mairesse, automobilista francês (m. 1954).
  - Richard Bausch, oficial alemão (m. 1974).
- 1911 — Carl Borm, oficial alemão (m. 1995).
- 1912
  - Jorge Amado, escritor brasileiro (m. 2001).
  - Fritz Birnbaum, oficial alemão (m. 2006).
- 1913
  - Wolfgang Paul, físico alemão (m. 1993).
  - Nikolai Petrovich Vekua, matemático georgiano (m. 1993).
  - Noah Beery Jr., ator norte-americano (m. 1994).
- 1914
  - Ken Annakin, cineasta britânico (m. 2009).
  - Anna Lamberga Zeglio, política brasileira (m. 1990).
- 1915 — Carlos Menditeguy, automobilista argentino (m. 1973).
- 1916 — Lorenzo Varela, poeta espanhol (m. 1978).
- 1918
  - António Sanches Branco, político português (m. 2006).
  - Martin Benson, ator britânico (m. 2010).
- 1920 — Red Holzman, jogador e treinador de basquete estadunidense (m. 1998).
- 1921
  - Carlos de Oliveira, escritor português (m. 1981).
  - Ion Negoiţescu, escritor e poeta romeno (m. 1993).
- 1922 — Gordurinha, compositor, cantor, humorista e radialista brasileiro (m. 1969).
- 1923 — Rhonda Fleming, atriz estadunidense (m. 2020).
- 1924
  - Jean-François Lyotard, filósofo francês (m. 1998).
  - Severo Fagundes Gomes, político brasileiro (m. 1992).
  - Joaquim Batista Neves, político brasileiro (m. 1988).
- 1926
  - António Elísio Capelo Pires Veloso, major-general português (m. 2014).
  - Blanca Varela, poetisa peruana (m. 2009).
- 1927 — Juan Ignacio Larrea Holguín, arcebispo equatoriano (m. 2006).
- 1928
  - Eddie Fisher, cantor estadunidense (m. 2010).
  - Gerino Gerini, automobilista italiano (m. 2013).
  - Jimmy Dean, cantor e ator estadunidense (m. 2010).
  - Gus Mercurio, ator estadunidense (m. 2010).
- 1929
  - Daisy Lúcidi, atriz, radialista e política brasileira (m. 2020).
  - John Alldis, maestro britânico (m. 2010).
- 1930 — Manoel Nogueira Lima Filho, político brasileiro (m. 2002).
- 1932
  - Claudionor Germano, cantor e compositor brasileiro.
  - Rui Knopfli, poeta e jornalista moçambicano (m. 1997).
  - Gaudencio Borbon Rosales, cardeal filipino.
- 1933
  - Erica Batchelor, ex-patinadora artística britânica.
  - Silvia Caos, atriz cubana (m. 2006).
- 1934 — Mirthes Bernardes, assistente social e artista plástica brasileira (m. 2020).
- 1937 — Anatoli Sobchak, político russo (m. 2000).
- 1938 — Lázaro Barbosa, político brasileiro (m. 2019).
- 1939 — Kate O'Mara, atriz estadunidense (m. 2014).
- 1940
  - Peter William Atkins, químico britânico.
  - Robert La Tourneaux, ator estadunidense (m. 1986).
- 1941
  - Tommy Crutcher, jogador de futebol americano estadunidense (m. 2002).
  - Anita Lonsbrough, ex-nadadora britânica.
- 1942
  - Agepê, cantor e compositor brasileiro (m. 1995).
  - Toninho Guerreiro, futebolista brasileiro (m. 1990).
  - Alberto Amaral, professor e investigador português.
- 1943
  - Jimmy Griffin, cantor estadunidense (m. 2005).
  - John Zerzan, filósofo e escritor norte-americano.
- 1944
  - Duda Mendonça, publicitário brasileiro (m. 2021).
  - Elói Pietá, político brasileiro.
  - Françoise Lebrun, atriz francesa.
  - Adelino Gomes, jornalista português.
- 1945
  - Harriet Miers, advogada estadunidense.
  - Fahad Al-Ahmed Al-Jaber Al-Sabah, dirigente esportivo e militar kuwaitiano (m. 1990).
- 1947
  - Ian Anderson, cantor, compositor e músico estadunidense.
  - Laurent Pokou, futebolista marfinense (m. 2016).
- 1948
  - Franklin Martins, jornalista político brasileiro.
  - Willy Teirlinck, ex-ciclista belga.
- 1950
  - Patti Austin, cantora de jazz estadunidense.
  - Theo Custers, ex-futebolista belga.

#### 1951–2000
- 1951
  - Juan Manuel Santos, político, advogado e economista colombiano.
  - Ricardo López Murphy, economista e político argentino.
  - Mario Galindo, ex-futebolista chileno.
- 1953 — Mark Doty, poeta estadunidense.
- 1955
  - Jan Bednarek, político polonês.
  - Eliane de Grammont, cantora e compositora brasileira (m. 1981).
- 1956
  - Léo Gandelman, saxofonista e compositor brasileiro.
  - Max Hardcore, ator e produtor de cinema estadunidense (m. 2023).
  - Anna Pakuła-Sacharczuk, política polonesa.
  - Dianne Balestrat, ex-tenista australiana.
  - Sergei Sukhoruchenkov, ex-ciclista russo.
- 1957 — Imre Kiss, ex-futebolista húngaro.
- 1958 — Don Swayze, ator estadunidense.
- 1959
  - Rosanna Arquette, atriz estadunidense.
  - Né Ladeiras, cantora portuguesa.
- 1960
  - Antonio Banderas, ator e produtor de cinema espanhol.
  - Nicoletta Braschi, atriz italiana.
  - Carlos Clark, ex-jogador de basquete norte-americano.
- 1961 — Valmir Comin, político brasileiro.
- 1962
  - Michelangelo Rampulla, ex-futebolista italiano.
  - Hesham Yakan, ex-futebolista egípcio.
- 1963 — Andrew Sullivan, jornalista e escritor britânico.
- 1964
  - Takahashi Hiro, cantor e compositor japonês (m. 2005).
  - Savio Vega, ex-wrestler estadunidense.
  - Nicole Bass, lutadora, fisiculturista e atriz norte-americana (m. 2007).
- 1965
  - Claudia Christian, atriz estadunidense.
  - Eduardo Campos, político brasileiro (m. 2014).
  - Toumani Diabaté, músico malinês (m. 2024).
  - Percy Lorenzo Galván Flores, cardeal boliviano.
- 1966
  - Hansi Kürsch, músico alemão.
  - Hossam Hassan, ex-futebolista e treinador de futebol egípcio.
  - Eric Hélary, automobilista francês.
  - Ibrahim Hassan, ex-futebolista egípcio.
- 1967 — Garrett McNamara, surfista estadunidense.
- 1968
  - Wolnei Caio, ex-futebolista brasileiro.
  - Pedro Miguel Neves, ex-jogador de basquete português.
- 1969 — KL Jay, rapper brasileiro.
- 1970
  - Carlos Moedas, engenheiro civil, economista e político português.
  - Hiroshi Okubo, compositor japonês.
  - Sergynho, músico brasileiro.
- 1971
  - Fabio Assunção, ator brasileiro.
  - Roy Keane, ex-futebolista e treinador de futebol irlandês.
  - Justin Theroux, ator e roteirista estadunidense.
  - Kevin Randleman, lutador estadunidense de artes marciais mistas (m. 2016).
  - Francesco Colonnese, ex-futebolista italiano.
- 1972
  - Cleibson Ferreira, treinador de futebol brasileiro.
  - Angie Harmon, atriz estadunidense.
- 1973
  - Jennifer Hanson, cantora estadunidense.
  - Javier Zanetti, ex-futebolista e dirigente esportivo argentino.
  - Lisa Raymond, ex-tenista estadunidense.
  - Ionel Ganea, ex-futebolista romeno.
- 1974
  - Luis Marín, ex-futebolista costarriquenho.
  - Paul Boehm, piloto de skeleton canadense.
  - Pedro Soares, ex-judoca português.
- 1975 — İlhan Mansız, ex-futebolista turco.
- 1976
  - Mariana Santos, atriz brasileira.
  - Sam Gyimah, político britânico.
- 1977
  - Luciana Aymar, ex-jogadora de hóquei argentina.
  - Aaron Kamin, guitarrista estadunidense.
- 1978 — Maju Coutinho, jornalista e apresentadora de televisão brasileira.
- 1979
  - Joanna García, atriz estadunidense.
  - Maynor Suazo, ex-futebolista hondurenho.
- 1980
  - Pua Magasiva, ator neozelandês (m. 2019).
  - Roxanne McKee, atriz e modelo canadense.
  - Tristan Gale, ex-piloto de skeleton estadunidense.
- 1981 — Malek Mouath, ex-futebolista saudita.
- 1982
  - Devon Aoki, modelo e atriz japonesa.
  - John Alvbåge, ex-futebolista sueco.
- 1983
  - Héctor Faubel, motociclista espanhol.
  - Nikolai Hentsch, esquiador brasileiro.
  - Raul Passos, pianista e poeta brasileiro.
- 1984
  - Ryan Eggold, ator estadunidense.
  - Alexandre Bonatto, tenista brasileiro.
  - Osvaldo González, futebolista chileno.
- 1985
  - Liliana Queiroz, modelo portuguesa.
  - Roger Bernardo, futebolista brasileiro.
- 1986
  - Andrea Hlaváčková, tenista tcheca.
  - Aurélien Joachim, futebolista luxemburguês.
  - John-Lee Augustyn, ex-ciclista sul-africano.
- 1987
  - Charley Koontz, ator estadunidense.
  - Laurine van Riessen, patinadora artística e ciclista neerlandesa.
- 1988
  - Pri Daroit, jogadora de vôlei brasileira.
  - Pedro Scooby, surfista brasileiro.
- 1989
  - Brenton Thwaites, ator australiano.
  - Aboubacar Sawadogo, futebolista burquinês.
  - Ben Sahar, futebolista israelense.
- 1990
  - Lee Sung-kyung, atriz e modelo sul-coreana.
  - Lucas Till, ator estadunidense.
  - Margarita Aliychuk, ginasta russa.
  - Lorenzo Melgarejo, futebolista paraguaio.
  - Elise Kellond-Knight, futebolista australiana.
- 1991
  - Príncipe Mateen de Brunei.
  - Daniel Havel, canoísta tcheco.
- 1992
  - Oliver Rowland, automobilista britânico.
  - Dayer Quintana, ciclista colombiano.
  - Kevin Lasagna, futebolista italiano.
- 1993
  - Yuto Nakajima, cantor e ator japonês.
  - Andre Drummond, jogador de basquete estadunidense.
- 1994
  - Adryan, futebolista brasileiro.
  - Bernardo Silva, futebolista português.
  - Brigette Lundy-Paine, atriz estadunidense
- 1995 — Rémi Cavagna, ciclista francês.
- 1996
  - Jacob Latimore, ator, cantor e dançarino estadunidense.
  - Evan Evagora, ator australiano.
  - Callum Scotson, ciclista australiano.
- 1997
  - Kylie Jenner, modelo e empresária estadunidense.
  - Luca Marini, motociclista italiano.
- 1998 — Jang Ye-eun, cantora, rapper e compositora sul-coreana.
- 1999
  - Ja Morant, jogador de basquete norte-americano.
  - Ritomo Miyata, automobilista japonês.
- 2000
  - Jüri Vips, automobilista estoniano.
  - Sophia Olivia Smith, futebolista norte-americana.
  - Filip Prokopyszyn, canoísta polonês.

### Século XXI
- 2001 — Leo Hayter, ciclista britânico.
- 2003 — Illia Kovtun, ginasta ucraniano.
- 2004 — Bela Fernandes, atriz, cantora e apresentadora brasileira.
- 2005 — Sunny Suljic, ator e skatista estadunidense.

## Mortes

Euronymous

### Anteriores ao século XIX
- 0258 — Lourenço de Huesca, mártir católico (n. 225).
- 0794 — Fastrada, terceira esposa do rei Carlos Magno (n. 765).
- 0796 — Eambaldo de Iorque, arcebispo de Iorque
- 0847 — Aluatique, califa abássida (n. 812).

- 0955 — Conrado da Lorena, nobre francês

- 1241 — Leonor da Bretanha (n. 1184).
- 1250 — Érico IV da Dinamarca (n. 1216).
- 1284 — Teguder, ilcã mongol

- 1346 — Filipe da Borgonha, Conde de Auvérnia (n. 1323).
- 1482 — Amadeu da Silva, nobre e beato católico português   (n. 1431).
- 1500 — Serafino dell'Aquila (n. 1466).
- 1535 — Hipólito de Médici, embaixador e governador italiano (n. 1511).
- 1536 — Francisco de Valois, delfim da França (n. 1518).

- 1621 — Grey Brydges, nobre e político inglês (n. 1580).
- 1633 — Anthony Munday, dramaturgo inglês (n. 1560).
- 1637 — Miguel Luís de Meneses, 1.º Duque de Caminha (n. 1565).
- 1649 — João Pinto Ribeiro, juiz português (n. 1590).
- 1653 — Marteen Tromp, almirante holandês (n. 1598).
- 1666 — Frans Hals, pintor belga (n. 1585).
- 1759 — Fernando VI de Espanha (n. 1713).
- 1768 — John Huxham, cirurgião britânico (n. 1672).
- 1784 — Allan Ramsay, poeta e pintor britânico (n. 1713).

### Século XIX
- 1806 — Michael Haydn, compositor austríaco (n. 1737).
- 1819 — François Pierre Chaumeton, médico e botânico francês (n. 1775).
- 1843 — Robert Adrain, cientista e matemático estadunidense (n. 1775).
- 1859 — George Thomas Staunton, explorador britânico (n. 1781).
- 1861 — Nathaniel Lyon, general estadunidense (n. 1818).
- 1875 — Karl Andree, geógrafo, jornalista e cônsul alemão (n. 1808).
- 1883 — Luis Piedrabuena, militar argentino (n. 1833).
- 1885 — James W. Marshall, carpinteiro estadunidense (n. 1810).
- 1886 — George Busk, cirurgião, zoólogo e paleontólogo britânico (n. 1807).
- 1894 — Gumercindo Saraiva, militar brasileiro (n. 1852).
- 1895 — Felix Hoppe-Seyler, fisiologista e químico alemão (n. 1825).
- 1896
  - Otto Lilienthal, engenheiro e aviador alemão (n. 1848).
  - Carlos Eugênio Fontana, escritor brasileiro (n. 1830).
- 1898 — Quintino de Lacerda, abolicionista brasileiro (n. 1839).
- 1899
  - Joaquim José Afonso Alves, político brasileiro (n. 1815).
  - Luís dos Reis Falcão, militar e político brasileiro (n. 1831).

### Século XX
- 1910 — Joe Gans, pugilista estadunidense (n. 1875).
- 1915 — Henry Moseley, físico britânico (n. 1887).
- 1916 — Charles Dawson, arqueólogo e paleontólogo britânico (n. 1864).
- 1920 — James O'Neill, ator irlandês (n. 1847).
- 1929 — Pierre Fatou, matemático francês (n. 1878).
- 1939 — Carlo Galimberti, halterofilista italiano (n. 1894).
- 1942 — Albert Guillaume, pintor francês (n. 1873).
- 1945 — Robert H. Goddard, físico experimental estadunidense (n. 1882).
- 1944
  - Edmundo Pereira Lins, jornalista e magistrado brasileiro (n. 1863).
  - Johannes Baasch, oficial alemão (n. 1905).
- 1947 — Anton Schall, futebolista austríaco (n. 1907).
- 1948
  - Emmy Hennings, escritora alemã (n. 1855).
  - Emílio Almansi, físico e matemático italiano (n. 1869).
- 1951 — Otaviano Romero Monteiro, compositor e maestro brasileiro (n. 1908).
- 1960
  - Frank Lloyd, cineasta britânico (n. 1886).
  - Oswald Veblen, matemático estadunidense (n. 1880).
- 1964 — Afonso Eduardo Reidy, arquiteto brasileiro (n. 1909).
- 1966 — Felix Andries Vening Meinesz, geofísico neerlandês (n. 1887).
- 1969 — Maurine Dallas Watkins, jornalista estadunidense (n. 1896).
- 1970
  - Dan Mitrione, agente policial estadunidense (n. 1920).
  - Joe Lapchick, basquetebolista estadunidense (n. 1900).
- 1974 — Frei Tito, frade brasileiro (n. 1945).
- 1976 — Karl Schmidt-Rottluff, pintor alemão (n. 1884).
- 1979 — Walther Gerlach, físico alemão (n. 1889).
- 1980 — Gareth Evans, filósofo britânico (n. 1946).
- 1982 — Anderson Herzer, escritor e poeta brasileiro (n. 1962).
- 1983 — Pinheiro de Azevedo, político português (n. 1917)
- 1984 — Milton Improta, economista e político brasileiro (n. 1910).
- 1987 — Edmund Germer, inventor alemão (n. 1901).
- 1990
  - Francisco Castelo de Castro, advogado e político brasileiro (n. 1922).
  - Madre Eugénia Ravasio, religiosa italiana (n. 1907).
- 1991
  - José Costa Cavalcanti, militar e político brasileiro (n. 1918).
  - Hans Jakob Polotsky, linguista e egiptólogo suíço (n. 1905).
- 1993 — Euronymous, guitarrista norueguês (n. 1968).
- 1994 — Biswamoy Biswas, ornitologista italiano (n. 1923).
- 1995
  - Florestan Fernandes, sociólogo brasileiro (n. 1920)
  - Luis Procuna, toureiro mexicano (n. 1923).
- 1996 — Adriano Mandarino Hypólito, bispo brasileiro (n. 1918).
- 1997 — Conlon Nancarrow, compositor mexicano (n. 1912).
- 1998 — Sidney Fox, bioquímico estadunidense (n. 1912).

### Século XXI
- 2001
  - Alberto Beretta, frade e missionário católico ítalo-brasileiro (n. 1916).
  - Dietrich Peltz, aviador alemão (n. 1914).
- 2002 — Eugene Odum, geólogo e ecólogo estadunidense (n. 1913).
- 2006 — Irving São Paulo, ator brasileiro (n. 1964)
- 2007
  - Eleu Salvador, dublador e ator brasileiro (n. 1932).
  - Plácido Manaia Nunes, jornalista brasileiro (n. 1934).
  - Tony Wilson, empresário britânico (n. 1950).
  - Jean Rédélé, automobilista e criador de automóveis francês (n. 1922).
- 2008
  - Isaac Hayes, cantor e compositor estadunidense (n. 1942).
  - Felisberto Duarte, humorista e apresentador de televisão brasileiro (n. 1938).
- 2009
  - Andy Kessler, skatista grego (n. 1961).
  - Ede Király, patinador artístico húngaro (n. 1926).
  - Francisco Valdés, futebolista chileno (n. 1943).
- 2010
  - Antonio Pettigrew, velocista estadunidense (n. 1967).
  - Dana Dawson, atriz e cantora estadunidense (n. 1974).
- 2022 — Fernando Chalana, futebolista português (n. 1959).
- 2024 — Tuíre Kayapó, ativista indígena brasileira (n. 1970).

## Feriados e eventos cíclicos

### Mundo
- Dia Mundial do Leão[6]
- Dia Mundial da Solidariedade Cristã
- Dia Internacional do Biodiesel

### Brasil
- Aniversário do município de Santa Rosa, Rio Grande do Sul
- Aniversário do município de Castilho, São Paulo
- Aniversário do município de Goioerê, Paraná
- Aniversário do município de Morro Agudo de Goiás, Goiás
- Aniversário do município de Penalva, Maranhão

### Portugal
- São Lourenço - Feriado Municipal de Paredes de Coura e Vimioso
- Dia do Emigrante

### Cristianismo
- Filomena de Roma
- Lourenço de Huesca
- Nicola Saggio

## Outros calendários
- No calendário romano era o 4.º dia (IV) antes dos idos de  agosto.
- No calendário litúrgico tem a letra dominical E para o dia da semana.
- No calendário gregoriano a epacta do dia é xv.